# Peisistratos
Peisistratos (starořecky Πεισίστρατος, latinsky Peisistratus) byl athénský samovládce (tyran), který vládl mezi lety 546 př. n. l. – 527 př. n. l.

## Původ
Jeho otcem byl athénský šlechtic Hippokrates. Svůj původ odvozoval od královského rodu Kodrovců, kteří přišli do Athén z města Pylu na Peloponésu. Není však vyloučeno, že tento rodinný původ byl pouhým propagandistickým dílem samotného Peisistrata. Jeho rodina vlastnila zemědělskou půdu od Braurónu až po Marathón.

## Trojí ovládnutí Athén
Peisistratos využil nespokojenosti athénského obyvatelstva, své popularity velitele a polémarcha z války s Megarou o Salamínu a sporů mezi hlavními klany tzv. lidu z pobřeží, v jejich čele stál rod Alkméonovců, jmenovitě Megaklés, a lidu z rovin vedených Lykúrgem, synem Aristolaida. K samotnému převzetí moci použil lest, kdy fingoval zranění, které měl údajně utrpět při přepadení stoupenci některého z konkurenčních klanů (sám založil třetí – lid z hor) a prosadil si přidělení osobní stráže, tzv. kyjobijců, s jejichž pomoci se pak roku 560 př. n. l.  zmocnil nadvlády nad Athénami.
Odpor oligarchů a místní aristokracie vedl brzy k pádu jeho první tyranidy. Byl to však Megaklés, který se rozhodl povolat ho zpět do Athén. Nechal uspořádat triumfální průvod, v jehož čele na voze stála mladá dívka představující Pallas Athénu, která  Peisistrata měla opět uvést k moci. Už tehdejší současníci tuto akci odsuzovali jako naivní podvrh, který kupodivu u pověrčivých Řeků prošel, neboť to tak zřejmě sami chtěli. Megaklés si tento politický svazek pojistil i tím, že ho oženil se svojí dcerou. Peisistratos měl již děti z předešlého manželství a tento nový svazek nehodlal údajně naplnit, za což se mu Megaklés rozhodl pomstít, avšak Peisistratos raději uprchl z Athén dobrovolně a v exilu pobýval dalších 11 let. Jeho novou domovinou se staly Makedonie a Thrákie, kde založil kolonii Rhaikelos. Těžbou zlata a stříbra v pangajském pohoří (severozápadně od dnešního města Kavala v Orfanském zálivu) získal prostředky, které pokryly jeho výdaje pro výpravu do Athén. Jeho majetek v Athénách byl mezitím zabaven a vydražen, on sám byl v nepřítomnosti odsouzen.
Peisistratos posbíral žoldnéřské vojsko, které se zčásti skládalo z naverbovaných žoldnéřů, zčásti ze sympatizantů a vojenské pomoci měst, se kterými udržoval dobré vztahy. Své vojsko shromáždil v roce 546 př. n. l. u Marathónu, odkud ve večerních hodinách zaútočil na Athény. Překvapivým útokem se athénská obrana rozpadla a Peisistratos se města zmocnil bez většího odporu tentokrát silou a v pořadí již potřetí. Vládl zde formou antické tyranidy až do své přirozené smrti roku 526 př. n. l.

## Shrnutí období tyranidy

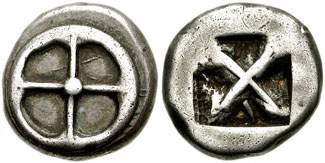
Drachma z Athén z období 545–510 př. n. l.

Přes svůj šlechtický původ se mu povedlo získat podporu chudého athénského lidu proti svým odpůrcům z řad bohatých lidí a šlechty a zmocnit se vlády. Athénské úřady obsadil svými přívrženci a uvalil daně na ty, kteří vlastnili pozemky. Tím se mu také povedlo alespoň částečně vyřešit společenské rozpory. Vládl v duchu Solónových reforem, avšak v některých oblastech musel vědomě porušit ústavu, např. v oblasti vojenství, kdy si potřeboval udržet přímou kontrolu nad armádou. Vedle toho si stále udržoval svoji soukromou vojenskou jednotku složenou se žoldnéřů, např. skythských lukostřelců.
Období jeho vlády bylo rozkvětem Athén po stránce politické, hospodářské i kulturní. Byla rozšířena jejich politická převaha v celém Řecku. Díky bohatství ze stříbrných dolů v Attice dal rozšířit stavby na Akropoli, nechal razit vlastní mince s obrazem sovy a bohyní Athénou. Podporoval rozvoj obchodu, a to především exportu attické keramiky, vína a oleje do celého Středomoří.
Udržoval diplomatické styky s řadou jiných antických vládců a sám se snažil ovlivňovat či přímo zasahovat do tehdejšího politického dění. Příkladem může být podpora Athéňanovi Miltiadovi (590 př. n. l.? – 525 př. n. l.), který se tak stal tyranem v thráckém Chersonésu v oblasti dnešní Gallipole. Synovcem tohoto tyrana byl pak Miltiadés mladší, vítěz z bitvy u Marathónu.
Peisistratos se taktéž znovu zmocnil polis Sígeion v ústí Hellespontu, o kterou Athény dlouhodobě válčily s Mytilénou. Tato stretegicky položená obec se poté stala rodovou državou Peisistratovců.
Podle římského řečníka Cicerona nechal jako první písemně zaznamenat Homérovo dílo, které do té doby existovalo jen v ústním podání. Kromě toho podporoval také rozvoj literatury, divadla a umění.
Po Peisistratově smrti se ujali vlády jeho synové Hipparchos a Hippias.

## Rodina a příbuzenstvo
Peisistratos byl třikrát ženatý. Z prvního manželství měl syny Hippia a Hipparcha. Jeho druhou manželkou byla Tímonassa z Argu, dcera Gorgila, s níž měl zřejmě další dva syny. Jeho třetí ženou byla již zmiňována dcera athénského aristokrata Megakla, tento svazek byl bezdětný.
Mezi jeho možné předky může patřit jiný Peisistratos, který vykonával úřad archonta v létech 669 př. n. l. až 668 př. n. l. Za zmínku stojí i jeho možný příbuzenský vztah s významným athénským myslitelem, reformátorem a politikem Solónem (jejich matky byly sestřenice). Peisistratos patřil k jeho podporovatelům a zastáncům jeho reforem, jichž se v době své tyranidy převážně držel. Avšak Solón Peisistrata od jeho pokusu o nastolení tyranidy odrazoval a veřejně s ní nesouhlasil.